# Llista de topònims de Granyanella
Llista de topònims (noms propis de lloc) del municipi de Granyanella, a la Segarra
Informació actualitzada per un bot. Els canvis manuals es perdran quan s'actualitzi!

## casa
| imatge | Nom              | Ubicat a     | instància de    | Detalls                                                              | coordenades                                                                                            | Protecció                                            | Commons (més fotos)        | Dades a WD                    |
| ------ | ---------------- | ------------ | --------------- | -------------------------------------------------------------------- | --- | ---------------------------------------------------- | -------------------------- | ----------------------------- |
|        | Ca l'Obach       | Fonolleres   | casa            | Estil: arquitectura popular 18th century                             | 41° 39′ 28″ N, 1° 12′ 10″ E / 41.65767°N,1.2029°E ca:C. Assumpció, 13 466 msnm                         | bé integrant del patrimoni cultural català           | Ca l'Obach                 | Modifica les dades a Wikidata |
|        | Cal Claries      | la Móra      | casa            | Estil: arquitectura popular 16th century                             | 41° 39′ 01″ N, 1° 11′ 36″ E / 41.65028°N,1.19332°E ca:C. St. Jaume 410 msnm                            | bé integrant del patrimoni cultural català           | Cal Claries                | Modifica les dades a Wikidata |
|        | Cal Delgado      | la Curullada | casa            | Estil: arquitectura popular 18th century                             | 41° 39′ 56″ N, 1° 13′ 38″ E / 41.665585°N,1.227301°E ca:C. del Forn, 5 525 msnm                        | bé integrant del patrimoni cultural català           | Cal Delgado (la Curullada) | Modifica les dades a Wikidata |
|        | Cal Pascual      | Fonolleres   | casa            | Estil: arquitectura popular 18th century                             | 41° 39′ 27″ N, 1° 12′ 09″ E / 41.657405°N,1.20243°E ca:Pl. Catalunya, 2 451 msnm                       | bé integrant del patrimoni cultural català           | Cal Pascual                | Modifica les dades a Wikidata |
|        | Cal Pastor       | la Curullada | casa            | Estil: arquitectura popular 17th century                             | 41° 39′ 56″ N, 1° 13′ 40″ E / 41.6655°N,1.22772°E ca:C. Major, 4 508 msnm                              | bé integrant del patrimoni cultural català           | Cal Pastor (la Curullada)  | Modifica les dades a Wikidata |
|        | Torre Saportella | Granyanella  | casa casa forta | Estil: arquitectura gòtica arquitectura del Renaixement 14th century | 41° 39′ 29″ N, 1° 12′ 44″ E / 41.6581°N,1.21217°E ca:A la dreta del riu d'Ondara, Granyanella 421 msnm | bé d'interès cultural bé cultural d'interès nacional | Torre Saportella           | Modifica les dades a Wikidata |
|        | Vil·la Rosita    | la Curullada | casa            |                                                                      | 41° 40′ 11″ N, 1° 14′ 08″ E / 41.669612390284°N,1.2354523436669°E 503 msnm                             |                                                      |                            | Modifica les dades a Wikidata |

## castell
| imatge | Nom                     | Ubicat a     | instància de | Detalls                                                        | coordenades                                                                                  | Protecció                                            | Commons (més fotos)     | Dades a WD                    |
| ------ | ----------------------- | ------------ | ------------ | -------------------------------------------------------------- | -------------------------------------------------------------------------------------------- | ---------------------------------------------------- | ----------------------- | ----------------------------- |
|        | Castell de Fonolleres   | Fonolleres   | castell      | Estil: arquitectura romànica 11st century                      | 41° 39′ 29″ N, 1° 12′ 10″ E / 41.658°N,1.20268°E ca:Plaça del Castell 476 msnm               | bé d'interès cultural bé cultural d'interès nacional | Castell de Fonolleres   | Modifica les dades a Wikidata |
|        | Castell de Granyanella  | Granyanella  | castell      | Estil: arquitectura romànica arquitectura popular 11st century | 41° 38′ 55″ N, 1° 13′ 23″ E / 41.6486138889°N,1.22295277778°E ca:Carrer del Castell 528 msnm | bé d'interès cultural bé cultural d'interès nacional | Castell de Granyanella  | Modifica les dades a Wikidata |
|        | Castell de la Curullada | la Curullada | castell      | Estil: arquitectura romànica 11st century                      | 41° 39′ 57″ N, 1° 13′ 37″ E / 41.6657°N,1.22708°E ca:Plaça del Castell 530 msnm              | bé d'interès cultural bé cultural d'interès nacional | Castell de la Curullada | Modifica les dades a Wikidata |
|        | Castell de la Móra      | la Móra      | castell      | Estil: arquitectura gòtica 14th century                        | 41° 39′ 01″ N, 1° 11′ 38″ E / 41.6503°N,1.19392°E ca:C. del Castell 422 msnm                 | bé integrant del patrimoni cultural català           | Castell de la Móra      | Modifica les dades a Wikidata |

## entitat singular de població
| imatge | Nom          | Ubicat a    | instància de                                   | Detalls | coordenades                                                                                           | Protecció | Commons (més fotos)   | Dades a WD                    |
| ------ | ------------ | ----------- | ---------------------------------------------- | ------- | --- | --------- | --------------------- | ----------------------------- |
|        | Fonolleres   | Granyanella | entitat singular de població                   | 43 hab  | 41° 39′ 28″ N, 1° 12′ 09″ E / 41.65774°N,1.20259°E ca:Accés des de l'A2 o des de Granyanella 465 msnm |           | Fonolleres            | Modifica les dades a Wikidata |
|        | Granyanella  | Granyanella | entitat singular de població capital municipal | 38 hab  | 41° 38′ 56″ N, 1° 13′ 30″ E / 41.64886467°N,1.22488302°E 498 msnm                                     |           |                       | Modifica les dades a Wikidata |
|        | Tordera      | Granyanella | entitat singular de població                   | 5 hab   | 41° 40′ 45″ N, 1° 13′ 22″ E / 41.679213°N,1.222865°E ca:Tordera. Accés des de la Curullada 480 msnm   |           | Tordera (Granyanella) | Modifica les dades a Wikidata |
|        | la Curullada | Granyanella | entitat singular de població                   | 45 hab  | 41° 39′ 56″ N, 1° 13′ 39″ E / 41.665435°N,1.227385°E ca:Accés des de l'N-IIa, km 515 530 msnm         |           | La Curullada          | Modifica les dades a Wikidata |
|        | la Móra      | Granyanella | entitat singular de població                   | 9 hab   | 41° 39′ 03″ N, 1° 11′ 36″ E / 41.650833°N,1.193333°E 440 msnm                                         |           | La Móra (Granyanella) | Modifica les dades a Wikidata |

## església
| imatge | Nom                          | Ubicat a     | instància de                 | Detalls                                                        | coordenades                                                                                              | Protecció                                  | Commons (més fotos)             | Dades a WD                    |
| ------ | ---------------------------- | ------------ | ---------------------------- | -------------------------------------------------------------- | --- | ------------------------------------------ | ------------------------------- | ----------------------------- |
|        | Sant Donat                   | Granyanella  | església Ús: magatzem        |                                                                | 41° 39′ 11″ N, 1° 13′ 19″ E / 41.6529673038148°N,1.22184261076605°E ca:Cementiri de Granyanella 464 msnm |                                            |                                 | Modifica les dades a Wikidata |
|        | Sant Jaume de la Móra        | la Móra      | església                     | Estil: arquitectura romànica arquitectura barroca 12nd century | 41° 39′ 03″ N, 1° 11′ 35″ E / 41.6508°N,1.19314°E ca:Plaça del Castell 408 msnm                          | bé integrant del patrimoni cultural català | Sant Jaume de la Móra           | Modifica les dades a Wikidata |
|        | Sant Pau de Tordera          | Tordera      | església                     | Estil: arquitectura barroca 18th century                       | 41° 40′ 46″ N, 1° 13′ 22″ E / 41.6795°N,1.22284°E ca:C. de l'Església 472 msnm                           | bé integrant del patrimoni cultural català | Església de Sant Pau de Tordera | Modifica les dades a Wikidata |
|        | Sant Pere de la Curullada    | la Curullada | església església parroquial | Estil: arquitectura barroca 17th century                       | 41° 39′ 57″ N, 1° 13′ 37″ E / 41.6658°N,1.22705°E ca:C. Pujada de l'Església 530 msnm                    | bé integrant del patrimoni cultural català | Sant Pere de la Curullada       | Modifica les dades a Wikidata |
|        | Sant Salvador de Granyanella | Granyanella  | església església parroquial | Estil: arquitectura romànica arquitectura barroca 12nd century | 41° 38′ 56″ N, 1° 13′ 28″ E / 41.6488°N,1.22454°E ca:Pl. de l'Església 501 msnm                          | bé integrant del patrimoni cultural català | Sant Salvador de Granyanella    | Modifica les dades a Wikidata |
|        | Santa Maria de Fonolleres    | Fonolleres   | església                     | Estil: arquitectura romànica arquitectura barroca 11st century | 41° 39′ 28″ N, 1° 12′ 09″ E / 41.65774°N,1.20259°E ca:Pl. de l'Església 468 msnm                         | bé integrant del patrimoni cultural català | Santa Maria de Fonolleres       | Modifica les dades a Wikidata |

## molí d'aigua
| imatge | Nom                | Ubicat a    | instància de | Detalls                                                  | coordenades                                                                           | Protecció                                  | Commons (més fotos) | Dades a WD                    |
| ------ | ------------------ | ----------- | ------------ | -------------------------------------------------------- | ------------------------------------------------------------------------------------- | ------------------------------------------ | ------------------- | ----------------------------- |
|        | El Molinot         | la Móra     | molí d'aigua | Estil: arquitectura popular Estat: enderrocat o destruït |                                                                                       | bé integrant del patrimoni cultural català |                     | Modifica les dades a Wikidata |
|        | Molí de Fonolleres | Fonolleres  | molí d'aigua | Estil: arquitectura popular 18th century                 | 41° 39′ 19″ N, 1° 12′ 02″ E / 41.65526°N,1.20066°E ca:Dreta de l'Ondara 416 msnm      | bé integrant del patrimoni cultural català | Molí de Fonolleres  | Modifica les dades a Wikidata |
|        | Molí de Sant Pere  | Granyanella | molí d'aigua | Estil: arquitectura popular 18th century Estat: ruïnós   | 41° 39′ 32″ N, 1° 13′ 30″ E / 41.65882°N,1.2251°E ca:Dreta de l'Ondara 436 msnm       | bé integrant del patrimoni cultural català | Molí de Sant Pere   | Modifica les dades a Wikidata |
|        | Molí de la Móra    | la Móra     | molí d'aigua | Estil: arquitectura popular 18th century                 | 41° 39′ 05″ N, 1° 11′ 35″ E / 41.65135°N,1.19316°E ca:Esquerra de l'Ondara 405 msnm   | bé integrant del patrimoni cultural català | Molí de la Móra     | Modifica les dades a Wikidata |
|        | Molí del Fosses    | Granyanella | molí d'aigua | Estil: arquitectura popular 18th century Estat: ruïnós   | 41° 39′ 39″ N, 1° 14′ 19″ E / 41.660718°N,1.238684°E ca:Dreta del riu Ondara 443 msnm | bé integrant del patrimoni cultural català | Molí del Fosses     | Modifica les dades a Wikidata |

## muntanya
| imatge | Nom                    | Ubicat a                     | instància de | Detalls | coordenades                                                       | Protecció | Commons (més fotos) | Dades a WD                    |
| ------ | ---------------------- | ---------------------------- | ------------ | ------- | ----------------------------------------------------------------- | --------- | ------------------- | ----------------------------- |
|        | Tossal Llarg           | Granyanella els Plans de Sió | muntanya     |         | 41° 40′ 43″ N, 1° 12′ 14″ E / 41.678575°N,1.20384167°E 481 msnm   |           |                     | Modifica les dades a Wikidata |
|        | Tossal Rodó            | Granyanella                  | muntanya     |         | 41° 38′ 19″ N, 1° 12′ 58″ E / 41.6387°N,1.21614°E 562 msnm        |           |                     | Modifica les dades a Wikidata |
|        | Tossal de Barrers      | Granyanella Tàrrega          | muntanya     |         | 41° 38′ 37″ N, 1° 11′ 22″ E / 41.64352778°N,1.18937778°E 486 msnm |           |                     | Modifica les dades a Wikidata |
|        | Tossal de les Bruixes  | Granyanella els Plans de Sió | muntanya     |         | 41° 40′ 36″ N, 1° 12′ 29″ E / 41.67665°N,1.20808889°E 492 msnm    |           |                     | Modifica les dades a Wikidata |
|        | Tossal de les Tenalles | Granyanella                  | muntanya     |         | 41° 39′ 07″ N, 1° 12′ 10″ E / 41.652035°N,1.20285°E 448 msnm      |           |                     | Modifica les dades a Wikidata |

## Misc
| imatge | Nom                                  | Ubicat a       | instància de                      | Detalls                                   | coordenades | Protecció                                  | Commons (més fotos)                   | Dades a WD                    |
| ------ | ------------------------------------ | -------------- | --------------------------------- | ----------------------------------------- | --- | ------------------------------------------ | ------------------------------------- | ----------------------------- |
|        | Bruixas                              | Granyanella    | vèrtex geodèsic                   | Alt: 1.2m                                 | 41° 40′ 35″ N, 1° 12′ 32″ E / 41.676421°N,1.208758°E 493.821 msnm                                                                             |                                            |                                       | Modifica les dades a Wikidata |
|        | Creu Commemorativa de la Curullada   | la Curullada   | monument creu de la Santa Missió  | Estil: arquitectura popular 1950s         | 41° 40′ 02″ N, 1° 13′ 39″ E / 41.667361°N,1.227614°E ca:Pla de la Creu 534 msnm                                                               | bé integrant del patrimoni cultural català | Creu Commemorativa de la Curullada    | Modifica les dades a Wikidata |
|        | Estela funerària (Granyanella)       | la Móra        | Estela discoïdal estela funerària | Estil: arquitectura romànica 11st century | 41° 39′ 02″ N, 1° 11′ 35″ E / 41.65069°N,1.19312°E ca:Pl. de l'Església 409 msnm                                                              | bé integrant del patrimoni cultural català | Estela funerària (Granyanella)        | Modifica les dades a Wikidata |
|        | Mas Trilla                           | Tordera        | masia                             | Estat: enderrocat o destruït              | 41° 40′ 33″ N, 1° 14′ 20″ E / 41.675969635247°N,1.2388826127362°E                                                                             |                                            |                                       | Modifica les dades a Wikidata |
|        | Ondara                               | Urgell Segarra | curs d'aigua                      | Desemboca: canal d'Urgell Llarg: 47km     | 41° 34′ 01″ N, 1° 23′ 09″ E / 41.56681388888889°N,1.3858288888888888°E 41° 40′ 08″ N, 1° 03′ 52″ E / 41.66878805555555°N,1.0644569444444445°E |                                            | Ondara River                          | Modifica les dades a Wikidata |
|        | Plaça General Güell                  | Tordera        | plaça                             | Estil: arquitectura popular 14th century  | 41° 40′ 45″ N, 1° 13′ 22″ E / 41.6792°N,1.22287°E ca:Pl. General Guell 480 msnm                                                               | bé integrant del patrimoni cultural català | Plaça General Güell (Tordera)         | Modifica les dades a Wikidata |
|        | Polígon industrial Pla de Fonolleres | Granyanella    | polígon industrial                |                                           | 41° 39′ 43″ N, 1° 11′ 59″ E / 41.6619455670862°N,1.19977217005694°E                                                                           |                                            |                                       | Modifica les dades a Wikidata |
|        | Portal de la Vila Closa              | Granyanella    | porta de ciutat                   | Estil: arquitectura romànica 11st century | 41° 38′ 53″ N, 1° 13′ 24″ E / 41.64812°N,1.22333°E ca:C. Major 507 msnm                                                                       | bé integrant del patrimoni cultural català | Portal de la Vila Closa (Granyanella) | Modifica les dades a Wikidata |
|        | Serra Llarga                         | Granyanella    | serra                             |                                           | 41° 38′ 34″ N, 1° 12′ 20″ E / 41.6429°N,1.20566°E 546 msnm                                                                                    |                                            |                                       | Modifica les dades a Wikidata |
|        | casa consistorial de Granyanella     | Granyanella    | casa consistorial                 |                                           | 41° 39′ 59″ N, 1° 13′ 41″ E / 41.6664537°N,1.2281266°E                                                                                        |                                            |                                       | Modifica les dades a Wikidata |
|        | font dels Moros                      | Granyanella    | font                              |                                           | 41° 38′ 44″ N, 1° 13′ 30″ E / 41.6455139265968°N,1.22502551005107°E 491 msnm                                                                  |                                            |                                       | Modifica les dades a Wikidata |